# Christian Klien
Christian Klien (ur. 7 lutego 1983 w Hohenems) – austriacki kierowca wyścigowy. W sezonach 2004-2006 i 2010 startował w Formule 1.

## Kariera

### Karting i niższe serie
Impulsem, który skłonił go do rozpoczęcia startów w kartingu, było spotkanie z Ayrtonem Senną podczas wyścigu. Od 1996 do 1998 wygrał kilka wyścigów w Szwajcarii (gdzie wywalczył tytuł w pierwszym roku startów) i Austrii.
W 1999 rozpoczął starty w Formule BMW, a konkretnie pucharze przeznaczonym dla najmłodszych kierowców. Pierwszy sezon zakończył na czwartej pozycji z czterema zwycięstwami. Rok później startował już w głównych mistrzostwach Formuły BMW dla zespołu Keke Rosberga. Został sklasyfikowany na dziesiątym miejscu, a w klasyfikacji juniorów na trzecim. W 2001 wygrał pięć wyścigów i ukończył sezon na trzecim miejscu.
Pod koniec roku dołączył do zespołu JD Motorsport i rozpoczął starty w zimowej edycji włoskiej Formuły Renault. Wygrał jeden wyścig co wystarczyło aby zespół umożliwił mu starty w niemieckiej Formule Renault w 2002. Christian wygrał cztery wyścigi i zdobył tytuł. W serii europejskiej był piąty.
W 2003 Klien przeszedł do Formuły 3 Euroseries z zespołem Mücke Motorsport. Wygrał tam cztery wyścigi, kończąc sezon na drugim miejscu. Wygrał także wyścig Marlboro Masters na torze Zandvoort.

## Formuła 1
W sezonie 2004 zadebiutował w Formule 1 w zespole Jaguar, który po sprzedaży przekształcił się w zespół Red Bull Racing. W tym zespole startował przez kolejne 2 sezony (2005–2006), osiągając w tym okresie najlepsze wyniki w swojej karierze. W sezonie 2007 pełnił funkcję kierowcy testowego zespołu Honda, a od roku 2008 taką samą funkcję w zespole BMW Sauber. W 2010 pełnił rolę kierowcy testowego teamu Hispania Racing F1 Team (HRT). W Grand Prix Singapuru 2010 zastąpił kierowcę HRT Sakona Yamamoto, jednak z powodu uszkodzenia hydrauliki nie ukończył wyścigu.

## Starty w Formule 1

### Tablica wyników
| Legenda oznaczeń w tabelach wyników Wyświetl szablon na nowej stronie | Legenda oznaczeń w tabelach wyników Wyświetl szablon na nowej stronie                                                                     |
| Oznaczenie                                                            | Wyjaśnienie |
| --------------------------------------------------------------------- | --- |
| Złoty                                                                 | Zwycięzca lub mistrzostwo |
| Srebrny                                                               | 2. miejsce lub wicemistrzostwo |
| Brązowy                                                               | 3. miejsce lub II wicemistrzostwo |
| Zielony                                                               | Ukończył, punktował (w klasyfikacji generalnej, gdy zdobył co najmniej jeden punkt na przestrzeni sezonu, poza trzema powyższymi opcjami) |
| Niebieski                                                             | Ukończył, nie punktował (w klasyfikacji generalnej, gdy nie zdobył co najmniej jednego punktu na przestrzeni sezonu)                      |
| Czerwony                                                              | Nie zakwalifikował się (NZ) |
| Czerwony                                                              | Nie prekwalifikował się (NPK) |
| Różowy                                                                | Nie ukończył (NU) |
| Różowy                                                                | Niesklasyfikowany (NS) (w klasyfikacji generalnej, gdy nie został sklasyfikowany w żadnym wyścigu sezonu)                                 |
| Czarny                                                                | Zdyskwalifikowany (DK) |
| Czarny                                                                | Wykluczony (WYK/EX) |
| Biały                                                                 | Nie wystartował (NW) |
| Biały                                                                 | Kontuzjowany (K/INJ) |
| Biały                                                                 | Wyścig odwołany (OD/C) |
| Bez koloru                                                            | Został wycofany (WYC/WD) |
| Bez koloru                                                            | Nie przybył (NP/DNA) |
| Bez koloru                                                            | Nie brał udziału w treningach (NT/DNP) |
| Bez koloru                                                            | Nie został zgłoszony (–) |
| Pogrubienie                                                           | Start z pole position |
| Kursywa                                                               | Najszybsze okrążenie wyścigu |
| †                                                                     | Nie ukończył, ale jego rezultat został zaliczony ze względu na przejechanie więcej niż 90% dystansu wyścigu.                              |
| *                                                                     | Sezon w trakcie |
| 1/2/3                                                                 | Punktowana pozycja w sprincie kwalifikacyjnym                                                                                             |
| Lista systemów punktacji Formuły 1                                    | |

| Sezon | Zespół                  | Samochód                 | Pozycje startowe / w wyścigach | Pozycje startowe / w wyścigach | Pozycje startowe / w wyścigach | Pozycje startowe / w wyścigach | Pozycje startowe / w wyścigach | Pozycje startowe / w wyścigach | Pozycje startowe / w wyścigach | Pozycje startowe / w wyścigach | Pozycje startowe / w wyścigach | Pozycje startowe / w wyścigach | Pozycje startowe / w wyścigach | Pozycje startowe / w wyścigach | Pozycje startowe / w wyścigach | Pozycje startowe / w wyścigach | Pozycje startowe / w wyścigach | Pozycje startowe / w wyścigach | Pozycje startowe / w wyścigach | Pozycje startowe / w wyścigach | Pozycje startowe / w wyścigach | Pozycje startowe / w wyścigach | Pozycje startowe / w wyścigach |
| Sezon | Zespół                  | Silnik                   | 1                              | 2                              | 3                              | 4                              | 5                              | 6                              | 7                              | 8                              | 9                              | 10                             | 11                             | 12                             | 13                             | 14                             | 15                             | 16                             | 17                             | 18                             | 19                             | 20                             | 21                             |
| 2004  |                         |                          | Australia                      | Malezja                        | Bahrajn                        | San Marino                     | Hiszpania                      | Monako                         | Unia Europejska                | Kanada                         | Stany Zjednoczone              | Francja                        | Wielka Brytania                | Niemcy                         | Węgry                          | Belgia                         | Włochy                         |                                | Japonia                        | Brazylia                       |                                |                                |                                |
| ----- | ----------------------- | ------------------------ | ------------------------------ | ------------------------------ | ------------------------------ | ------------------------------ | ------------------------------ | ------------------------------ | ------------------------------ | ------------------------------ | ------------------------------ | ------------------------------ | ------------------------------ | ------------------------------ | ------------------------------ | ------------------------------ | ------------------------------ | ------------------------------ | ------------------------------ | ------------------------------ | ------------------------------ | ------------------------------ | ------------------------------ |
| 2004  | Jaguar Racing           | Jaguar R5                | 19                             | 13                             | 12                             | 14                             | 16                             | 14                             | 12                             | 10                             | 13                             | 13                             | 13                             | 12                             | 14                             | 13                             | 14                             | 15                             | 14                             | 15                             |                                |                                |                                |
| 2004  | Jaguar Racing           | Cosworth CR-6 3,0l V10   | 11                             | 10                             | 14                             | 14                             | NU                             | NU                             | 12                             | 9                              | NU                             | 11                             | 14                             | 10                             | 13                             | 6                              | 13                             | NU                             | 12                             | 14                             |                                |                                |                                |
| 2005  |                         |                          | Australia                      | Malezja                        | Bahrajn                        | San Marino                     | Hiszpania                      | Monako                         | Unia Europejska                | Kanada                         | Stany Zjednoczone              | Francja                        | Wielka Brytania                | Niemcy                         | Węgry                          | Turcja                         | Włochy                         | Belgia                         | Brazylia                       | Japonia                        |                                |                                |                                |
| 2005  | Red Bull Racing         | Red Bull RB1             | 6                              | 7                              | 7                              | -                              | -                              | -                              | -                              | 16                             | 14                             | 16                             | 15                             | 10                             | 11                             | 10                             | 13                             | 16                             | 6                              | 4                              | 13                             |                                |                                |
| 2005  | Red Bull Racing         | Cosworth TJ2005 3,0l V10 | 7                              | 8                              | NW                             | -                              | -                              | -                              | -                              | 8                              | NW                             | NU                             | 15                             | 9                              | NU                             | 8                              | 13                             | 9                              | 9                              | 9                              | 5                              |                                |                                |
| 2006  |                         |                          | Bahrajn                        | Malezja                        | Australia                      | San Marino                     | Unia Europejska                | Hiszpania                      | Monako                         | Wielka Brytania                | Kanada                         | Stany Zjednoczone              | Francja                        | Niemcy                         | Węgry                          | Turcja                         | Włochy                         |                                | Japonia                        | Brazylia                       |                                |                                |                                |
| 2006  | Red Bull Racing         | Red Bull RB2             | 8                              | 8                              | 13                             | 17                             | 15                             | 14                             | 11                             | 14                             | 12                             | 16                             | 12                             | 12                             | 13                             | 10                             | 16                             | -                              | -                              | -                              |                                |                                |                                |
| 2006  | Red Bull Racing         | Ferrari 056 2,4l V8      | 8                              | NU                             | NU                             | NU                             | NU                             | 13                             | NU                             | 14                             | 11                             | NU                             | 12                             | 8                              | NU                             | 11                             | 11                             | -                              | -                              | -                              |                                |                                |                                |
| 2010  |                         |                          | Bahrajn                        | Australia                      | Malezja                        |                                | Hiszpania                      | Monako                         | Turcja                         | Kanada                         | Unia Europejska                | Wielka Brytania                | Niemcy                         | Węgry                          | Belgia                         | Włochy                         | Singapur                       | Japonia                        | Korea Południowa               | Brazylia                       |                                |                                |                                |
| 2010  | Hispania Racing F1 Team | Hispania F110            | -                              | -                              | -                              | -                              | -                              | -                              | -                              | -                              | -                              | -                              | -                              | -                              | -                              | -                              | 22                             | -                              | -                              | PIT                            | 24                             |                                |                                |
| 2010  | Hispania Racing F1 Team | Cosworth CA2010 2,4l V8  | -                              | -                              | -                              | -                              | -                              | -                              | -                              | -                              | -                              | -                              | -                              | -                              | -                              | -                              | NU                             | -                              | -                              | 22                             | 20                             |                                |                                |

### Statystyki
| Legenda oznaczeń w tabelach wyników Wyświetl szablon na nowej stronie | Legenda oznaczeń w tabelach wyników Wyświetl szablon na nowej stronie                                                                     |
| Oznaczenie                                                            | Wyjaśnienie |
| --------------------------------------------------------------------- | --- |
| Złoty                                                                 | Zwycięzca lub mistrzostwo |
| Srebrny                                                               | 2. miejsce lub wicemistrzostwo |
| Brązowy                                                               | 3. miejsce lub II wicemistrzostwo |
| Zielony                                                               | Ukończył, punktował (w klasyfikacji generalnej, gdy zdobył co najmniej jeden punkt na przestrzeni sezonu, poza trzema powyższymi opcjami) |
| Niebieski                                                             | Ukończył, nie punktował (w klasyfikacji generalnej, gdy nie zdobył co najmniej jednego punktu na przestrzeni sezonu)                      |
| Czerwony                                                              | Nie zakwalifikował się (NZ) |
| Czerwony                                                              | Nie prekwalifikował się (NPK) |
| Różowy                                                                | Nie ukończył (NU) |
| Różowy                                                                | Niesklasyfikowany (NS) (w klasyfikacji generalnej, gdy nie został sklasyfikowany w żadnym wyścigu sezonu)                                 |
| Czarny                                                                | Zdyskwalifikowany (DK) |
| Czarny                                                                | Wykluczony (WYK/EX) |
| Biały                                                                 | Nie wystartował (NW) |
| Biały                                                                 | Kontuzjowany (K/INJ) |
| Biały                                                                 | Wyścig odwołany (OD/C) |
| Bez koloru                                                            | Został wycofany (WYC/WD) |
| Bez koloru                                                            | Nie przybył (NP/DNA) |
| Bez koloru                                                            | Nie brał udziału w treningach (NT/DNP) |
| Bez koloru                                                            | Nie został zgłoszony (–) |
| Pogrubienie                                                           | Start z pole position |
| Kursywa                                                               | Najszybsze okrążenie wyścigu |
| †                                                                     | Nie ukończył, ale jego rezultat został zaliczony ze względu na przejechanie więcej niż 90% dystansu wyścigu.                              |
| *                                                                     | Sezon w trakcie |
| 1/2/3                                                                 | Punktowana pozycja w sprincie kwalifikacyjnym                                                                                             |
| Lista systemów punktacji Formuły 1                                    | |

| Sezon | Zgł. | Starty | PKT | P. | P1 | P2 | P3 | Punkt. | PP | NO | NS | DK | Zespoły                 |
| ----- | ---- | ------ | --- | -- | -- | -- | -- | ------ | -- | -- | -- | -- | ----------------------- |
| 2004  | 18   | 18     | 3   | 16 | -  | -  | -  | 1      | -  | -  | 9  | -  | Jaguar Racing           |
| 2005  | 15   | 15     | 9   | 15 | -  | -  | -  | 5      | -  | -  | 9  | -  | Red Bull Racing         |
| 2006  | 15   | 15     | 2   | 18 | -  | -  | -  | 2      | -  | -  | 9  | -  | Red Bull Racing         |
| 2010  | 3    | 3      | 0   | 27 | -  | -  | -  | -      | -  | -  | 1  | -  | Hispania Racing F1 Team |

| Sezony | Zgł. | Starty | PKT | Najwyższa pozycja (mistrzostwa) | P1 | P2 | P3 | Punkt. | PP | NO | NS | DK | Zespoły |
| ------ | ---- | ------ | --- | ------------------------------- | -- | -- | -- | ------ | -- | -- | -- | -- | ------- |
| 4      | 51   | 51     | 14  | 1x15                            | -  | -  | -  | 8      | -  | -  | 9  | -  | 3       |